# Lawang Agung Mulak
Lawang Agung Mulak is een bestuurslaag in het regentschap Lahat van de provincie Zuid-Sumatra, Indonesië. Lawang Agung Mulak telt 2014 inwoners (volkstelling 2010).